# Šušara
Šušara (izvirno srbsko Шушара; madžarsko Fejértelep) je naselje v Srbiji, ki upravno spada pod Občino Vršac; slednja pa je del Južnobanatskega upravnega okraja.

## Demografija
V naselju, katerega izvirno (srbsko-cirilično) ime je Шушара, živi 296 polnoletnih prebivalcev, pri čemer je njihova povprečna starost 40,9 let (39,3 pri moških in 42,5 pri ženskah). Naselje ima 139 gospodinjstev, pri čemer je povprečno število članov na gospodinjstvo 2,71.
Prebivalstvo je večinoma nehomogeno, a v času zadnjih treh popisov je opazno zmanjšanje števila prebivalcev.
|  |

| Demografija | Demografija     | Demografija     |
| Leto        | Št. prebivalcev | Št. prebivalcev |
| ----------- | --------------- | --------------- |
|             |                 |                 |
|             |                 |                 |
|             |                 |                 |
|             |                 |                 |
| 1948        | 748             |                 |
| 1953        | 851             |                 |
| 1961        | 819             |                 |
| 1971        | 648             |                 |
| 1981        | 496             |                 |
| 1991        | 472             | 432             |
| 2002        | 416             | 376             |
|             |                 |                 |

| Etnična sestava po popisu iz leta 2002 | Etnična sestava po popisu iz leta 2002 | Etnična sestava po popisu iz leta 2002 | Etnična sestava po popisu iz leta 2002 | Etnična sestava po popisu iz leta 2002 |
| -------------------------------------- | -------------------------------------- | -------------------------------------- | -------------------------------------- | -------------------------------------- |
| Madžari                                | Madžari                                |                                        | 241                                    | 64,09%                                 |
| Srbi                                   | Srbi                                   |                                        | 82                                     | 21,80%                                 |
| Jugoslovani                            | Jugoslovani                            |                                        | 26                                     | 6,91%                                  |
| Makedonci                              | Makedonci                              |                                        | 3                                      | 0,79%                                  |
| Romuni                                 | Romuni                                 |                                        | 2                                      | 0,53%                                  |
| Nemci                                  | Nemci                                  |                                        | 2                                      | 0,53%                                  |
| Neznano                                | Neznano                                |                                        | 0                                      | 0,0%                                   |